# 범유럽 정당
범유럽 정당은 유럽 수준에서 국제적으로 활동하는 정당 조직을 말한다. 유로정당(Europarty)이라고도 부른다. 범유럽 정당은 유럽 각 국가의 정당 연합으로 이루어지며 유럽 의회에서 교섭단체를 구성한다. 이 정당은 EU의 재정적 지원을 요청할 권한을 가지고 있다.

## 법적 근거
- 마스트리히트 조약 191조 : 유럽 수준에서의 정당은 연합의 통합을 위한 요소로서 중요하다. 정당은 유럽 의식 형성과 유럽 시민의 정치적 의지를 표현하는 역할을 한다.
- 규칙(EC) Nr. 2004/2003에 유럽 수준에서의 정당에 대한 규칙과 이들에 대한 재정지원 방식이 포함되어 있다.
- 유럽 헌법 초안 45조 4항: 유럽 수준의 정당은 유럽인의 정치 의식을 형성하고 유럽 시민의 의지를 표현하는 역할을 한다.

## 공인 정당
2022년 기준 10개의 정당이 유럽 연합에 의해 공인되어 있다.
| 정당 이름                                                                 | 정치그룹                          | 이념                                  | 위치            | 유럽의회 의석 | 유럽위원회 | 유럽이사회 |
| ------------------------------------------------------------------------- | --------------------------------- | ------------------------------------- | --------------- | ------------- | ---------- | ---------- |
| 유럽 국민당 (European People's Party, EPP)                                | 유럽 국민당 그룹                  | 기독교 민주주의 자유보수주의          | 중도우파        | 175           | 10         | 7          |
| 유럽 사회당 (Party of European Socialists,PES)                            | 사회민주진보동맹                  | 사회민주주의                          | 중도좌파        | 145           | 9          | 7          |
| 유럽 자유민주동맹당 (European Liberal Democrat and Reform Party)          | 리뉴 유럽                         | 자유주의                              | 중도            | 68            | 5          | 6          |
| 유럽 보수와 개혁 연합 (Alliance of European Conservatives and Reformists) | 유럽 보수와 개혁                  | 보수주의 국민보수주의 경제적 자유주의 | 우익            | 62            | 1          | 2          |
| 정체성과 민주주의당 (Identity and Democracy Party)                        | 정체성과 민주주의                 | 국민보수주의 유럽회의주의             | 우익 ~ 극우     | 59            | 0          | 0          |
| 유럽 녹색당 (European Green Party)                                        | 녹색당–유럽 자유동맹              | 녹색 정치                             | 중도좌파 ~ 좌익 | 52            | 0          | 0          |
| 유럽 좌파당 (Party of the European Left)                                  | 유럽 의회 좌파 – GUE/NGL          | 민주사회주의 공산주의                 | 좌익 ~ 극좌     | 28            | 0          | 0          |
| 유럽 민주당 (European Democratic Party)                                   | 리뉴 유럽                         | 중도주의                              | 중도            | 13            | 0          | 0          |
| 유럽 자유동맹 (European Free Alliance)                                    | 녹색당–유럽 자유동맹              | 지역주의 분리주의 소수민족 권리       | 빅텐트          | 9             | 0          | 0          |
| 유럽 기독교 정치운동 (European Christian Political Movement)              | 유럽 보수와 개혁 유럽 국민당 그룹 | 기독교 우파 사회보수주의              | 중도우파 ~ 우익 | 5             | 0          | 0          |

### 해산한 정당
- 유럽 독립 민주 연대: 유럽회의주의, 내셔널리즘 성향. 2006년부터 2008년까지 공인.
- 유럽 국가 연합: 국민보수주의, 온건 유럽회의주의 성향. 2004년부터 2009년까지 공인.
- 자유 민주 유럽을 위한 운동: 국민보수주의, 우익 대중주의, 유럽회의주의 성향. 2012년부터 2016년까지 공인.
- Libertas.eu: 유럽회의주의, 리스본 조약 반대. 2009년 공인되었으나 곧 취소되었다.

## 비공인 정당
| 정당 이름                                                     | 정치그룹                       | 이념                             | 유럽의회 의석 |
| ------------------------------------------------------------- | ------------------------------ | -------------------------------- | ------------- |
| 이제는 인민 (Maintenant le Peuple)                            | 유럽 의회 좌파 – GUE/NGL       | 민주사회주의 좌익대중주의        | 13            |
| 유럽 해적당 (European Federalist Party)                       | 녹색당–유럽 자유동맹           | 해적 정치                        | 4             |
| 볼트 유로파 (Volt Europa)                                     | 녹색당–유럽 자유동맹 리뉴 유럽 | 유럽 연방주의 사회자유주의       | 2             |
| 평화와 자유를 위한 동맹 (Alliance for Peace and Freedom, APF) | 무소속                         | 민족주의 유럽회의주의 네오파시즘 | 1             |
| 동물정치 EU (Animal Politics EU)                              | 유럽 의회 좌파 – GUE/NGL       | 동물권 운동                      | 1             |
| 유럽 연방당 (European Federalist Party)                       | -                              | 유럽 연방주의                    | 0             |
| 유럽민주화운동 2025 (Democracy in Europe Movement 2025)       | -                              | 대안세계화 민주사회주의          | 0             |
| 유럽-민주-에스페란토 (Europe–Democracy–Esperanto)             | -                              | 에스페란토 권리                  | 0             |

### 해산한 정당
- 유럽 직접 민주주의 동맹(Alliance for Direct Democracy in Europe)
- 자유를 위한 유럽 연대(European Alliance for Freedom)
- 유럽민주연합당(Europeans United for Democracy)
- 뉴러피언스(Newropeans)
- 유럽 민족운동 연대(Alliance of European National Movements)

## 같이 보기
- 유럽 의회의 정치그룹